# قبر الجرة
ضريح الجرّة أو المحكمة مبنى أثري يعود تاريخه إلى حضارة الأنباط في الأردن، وتحديدًا النصف الأول من القرن الأول الميلادي. يقع في المحمية الأثرية بمدينة البتراء في جنوب البلاد، على الجهة المقابلة للمدرج النبطي.
كان المبنى بالأصل أحد المقابر الملكية الموجودة في المدينة التي تم حفرها في الصخور. وقد ظل يُستخدم كضريح إلى أن تحول إلى كنيسة في الفترة البيزنطية. كما سُمي بهذا الاسم لزخارف الجرة التي تزيّنه.

## التصميم

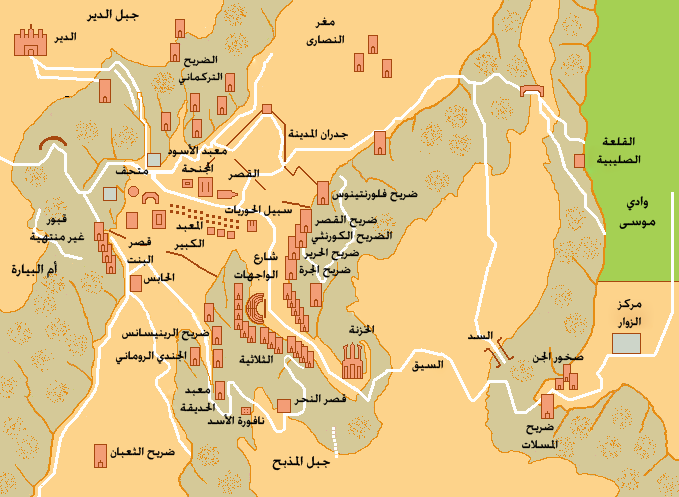
خريطة مدينة البتراء الأثرية، حيث تقع المحكمة أو قبر الجرة.

تم تصميم المبنى ليكون مدفنًا ملكيًا للملك النبطي مالك الثاني (تُوفي في عام 70 م)، والذي يُعتقد بأن بقايا التمثال الموجود في الحنية الوسطى من الواجهة كانت تعود له. ويتكون المبنى من مجموعة من الواجهات المهمة، وأولها «قبر الجرة». وقد بلغ عرض الواجهة حوالي 16 مترًا، وبارتفاع 26 مترًا. كما يتكون من طابقين من الجدران التي تدعم أقواسًا تحت مستوى صالة المدفن، وهي مدمجة مع حجرات دُفن جزء منها والآخر مبني. ويوجد درج يصعد إلى ساحة المدفن في الأعلى. ويتكون المدفن من صالة مربعة الشكل بطول حوالي 19 مترًا. وكانت القبور في الجزء الخلفي للمدفن.
تحوّل المبنى في عام 447 م إلى كنيسة على يد عدد من الرهبان البيزنطيين. وبذلك، يكون أول كنيسة في البترا. 
لقد تمت زيادة مساحة الساحة الأمامية لاحقًا، وذلك ببناء مجموعة من الأقبية والأقواس، لتسهيل عملية الوصول إلى هذه الكنيسة. كما تم تحويل الطريق المؤدي لها ليكون من اسفل الجبل المحاذي بعد أن كانت عملية الوصول إليه تتم من أعلى. يجدر بالذكر إلى أن مخطط هذه الكنيسة هو بازليكي، حيث تم تغيير شكل نحت غرف الدفن الداخلية لتكون بشكل حنى. كما يوجد في وسط الحنية الوسطى شكل صليب غير واضح المعالم. هناك أيضًا نصوص تاريخية تذكر أنه كان يرحل إلى البترا بعض أتباع المسيحية كعقاب لهم من الكنيسة.
يوجد في مقدمة المبنى نقش يوناني بيزنطي يشير بأنه كان في الأصل قبر ملكي.

## معرض صور

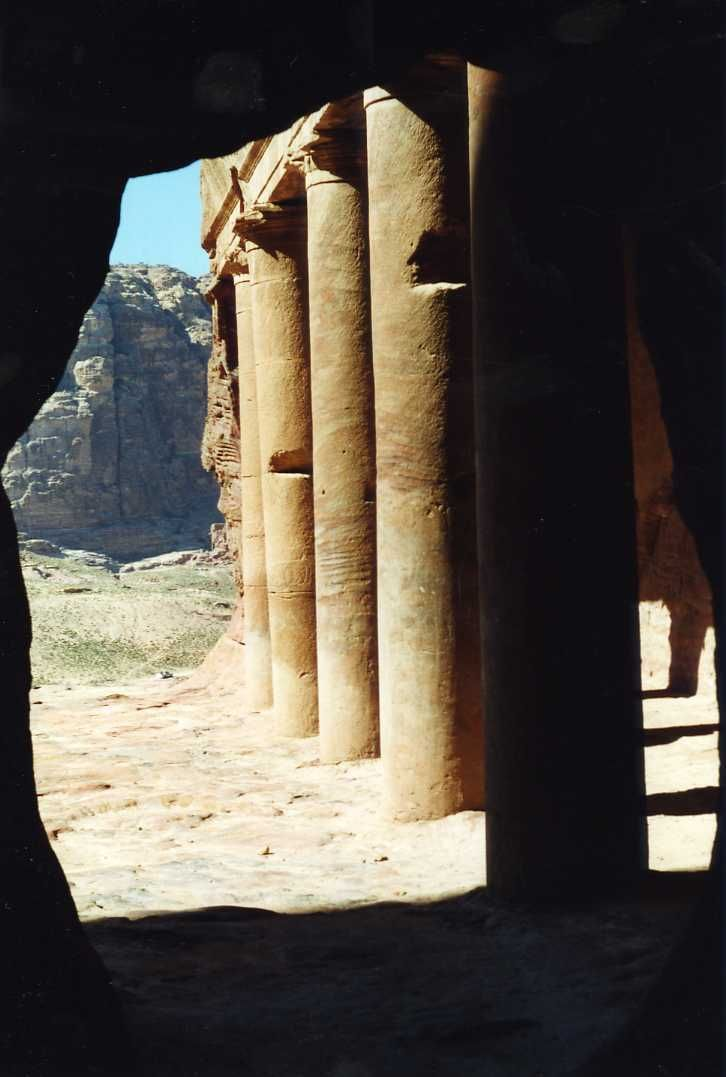
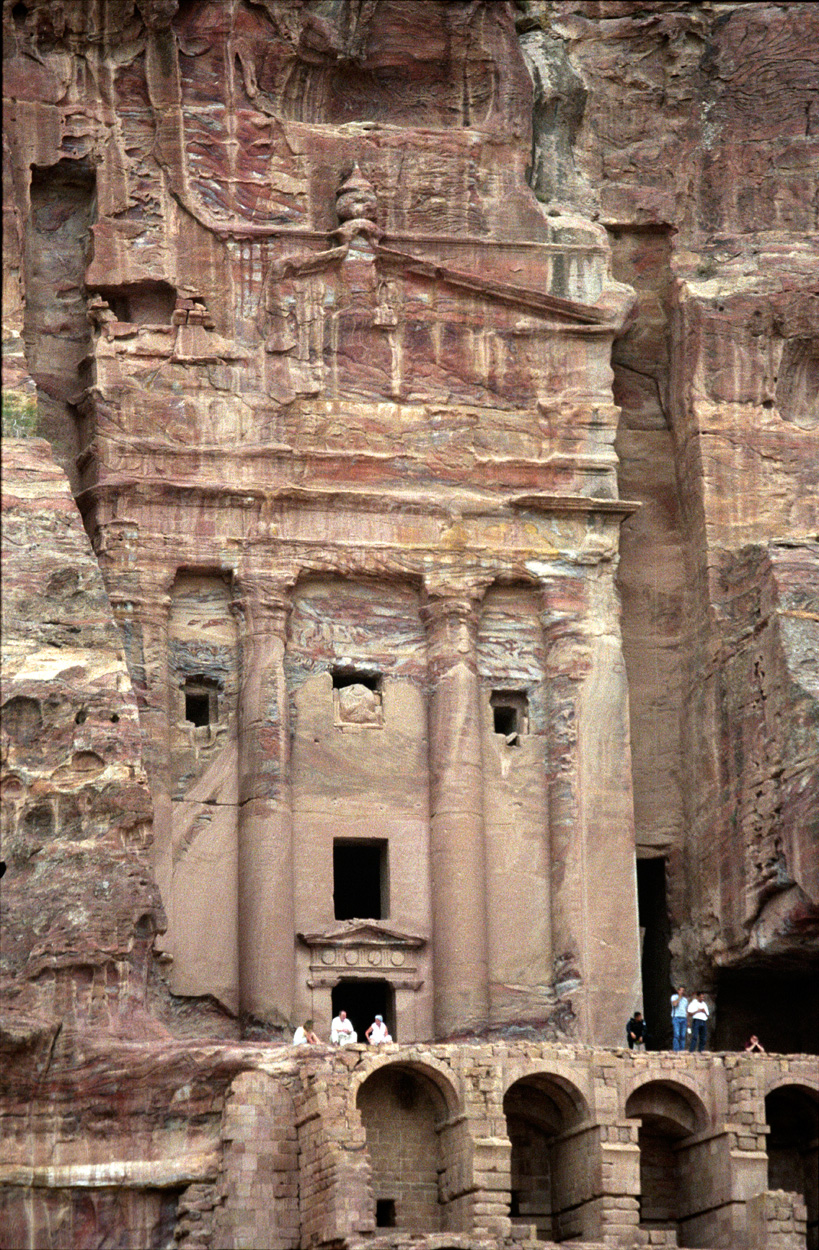
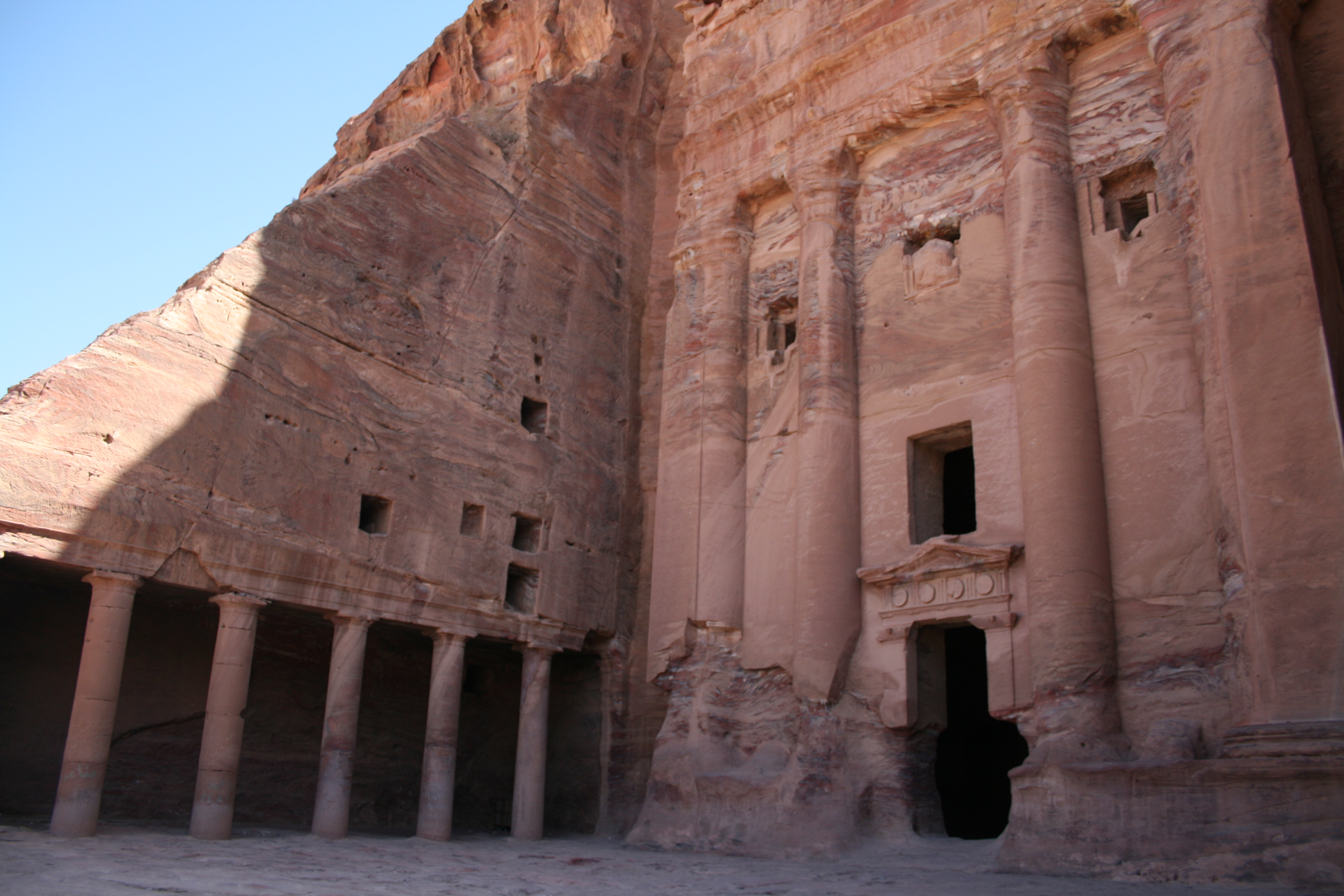
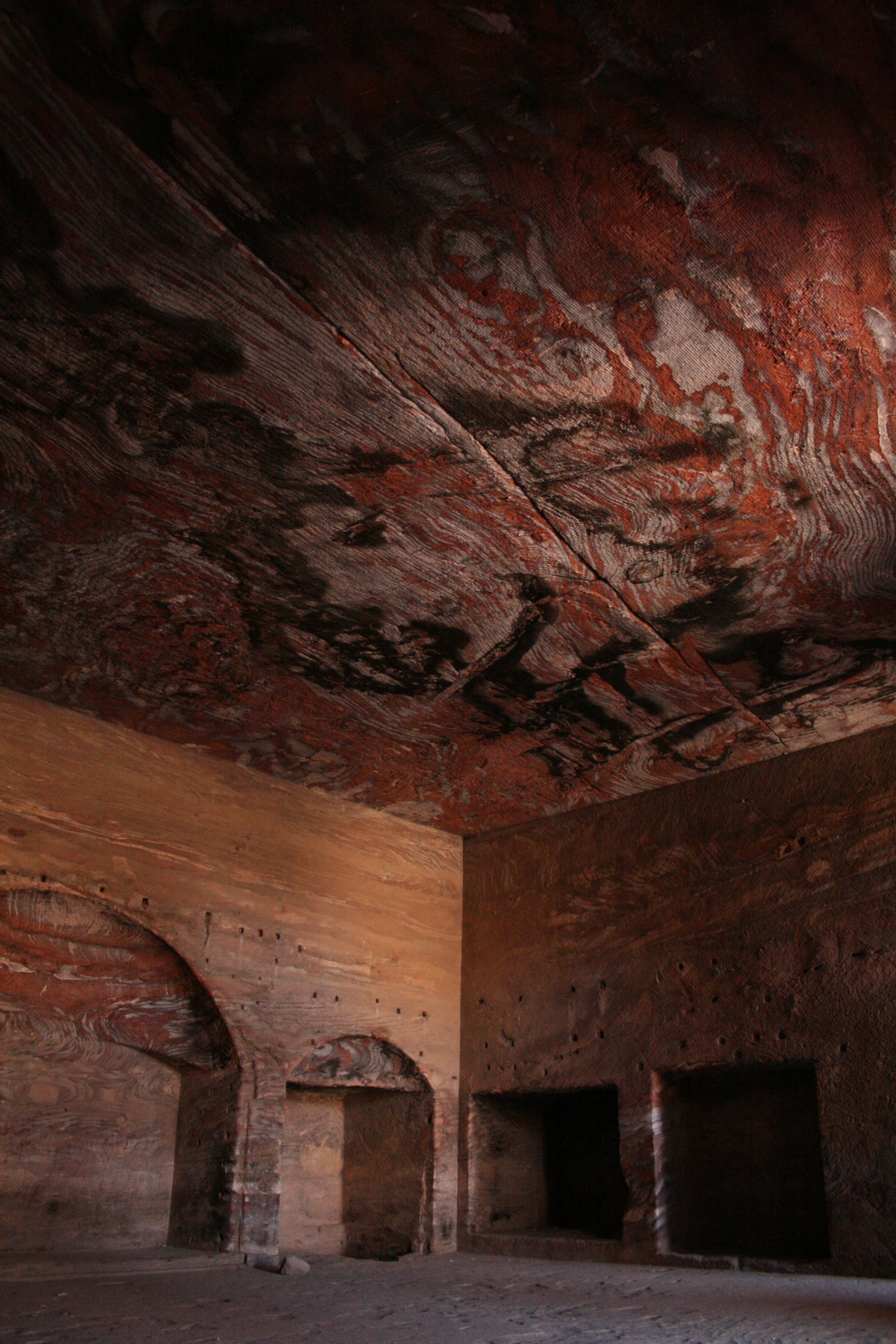